# Пам'ятник святому Флоріану (Микулинці)
Пам'ятник святому Флоріану — щойновиявлена пам'ятка історії у смт Микулинцях Микулинецької громади Тернопільського району Тернопільської области України. Розташована на роздоріжжі вулиці Л. Українки — Надрічної.

## Відомості
У XVIII столітті трапилось відразу декілька великих пожеж в Микулинцях, після яких було вирішено встановити фігуру святого Флоріана, який є захисником від пожеж.
Виготовлена із каменю. Встановлена 1797 року. Двічі відновлювався — 1863 та 1903 роках.
Первісно розташовувалася у центрі селища, а в 1909 році перенесена на невелику площу між вулицями Надрічна та Лесі Українки.
Скульптура: висота — 1,2м; постамент — 2,3х0,4х0,4 м; цоколь постаменту — 1,85х1,85х 0,3 м.